# 弗農鎮區 (堪薩斯州考利縣)
弗農鎮區（英語：Vernon Township）為美國堪薩斯州考利縣轄下的鎮區。2010年美国人口普查中該鎮區人口有484人。

## 地理
弗農鎮區涵蓋總面積為102.69平方（39.65平方英里），境內沒有已建制定居點。

### 墓園
根據美國地質調查局的資料，此鎮區擁有2座墓園：
- 芒特弗農墓園（Mount Vernon Cemetery）
- 芒特宰恩墓園（Mount Zion Cemetery）

### 溪流
通過此鎮區的溪流有：
- 斯普林溪（Spring Creek）

### 機場
- 牛津市立機場（Oxford Municipal Airport）
- 理查森起落場（Richardson Landing Field）

## 人口統計
根據2010年美國人口普查，弗農鎮區人口有484人，住房203戶，人口密度為4.71人/每平方公里。此鎮區居民之種族中，白人佔94.63%，非裔美國人佔0.62%，美洲原住民佔1.03%，亞裔美國人佔0.62%，太平洋島裔美國人佔0%，其他種族佔0.62%，混血種族則佔2.48%。而西班牙裔或拉丁裔美國人佔此鎮區人口的2.27%。

## 外部連結
- City-Data.com （页面存档备份，存于）